# 北条時益
北条 時益（ほうじょう ときます）は、鎌倉時代末期の武士。北条氏の一門。鎌倉幕府最後の六波羅探題南方。父は政村流北条氏の北条時敦。

## 生涯
元徳2年（1330年）7月20日、六波羅探題南方となり、8月26日に上洛する。元弘元年/元徳3年（1331年）、左近将監に任じられる。同時に加賀・讃岐・伯耆・丹波の守護職に任命された。同年の元弘の乱で、六波羅探題北方の北条仲時と共に笠置山の戦い、赤坂城の戦いで激戦の末に勝利し、後醍醐天皇を隠岐島に配流する。
元弘3年/正慶2年（1333年）初頭からは後醍醐天皇の綸旨を受けて挙兵に応じた赤松則村ら反幕府軍と戦うが、5月7日に綸旨に応じて寝返った足利尊氏（高氏）に六波羅を攻略されたため、六波羅探題北方の北条仲時と共に光厳天皇や花園上皇を伴って東国へ落ち延びようとしたが、道中の京都東山で野伏に襲われて討死した。